# Pleiospermium dubium
Pleiospermium dubium är en vinruteväxtart som först beskrevs av Bi., och fick sitt nu gällande namn av Walter Tennyson Swingle. Pleiospermium dubium ingår i släktet Pleiospermium och familjen vinruteväxter. Inga underarter finns listade i Catalogue of Life.